# Scandalo di corruzione al Parlamento europeo del 2011
Lo scandalo di corruzione al Parlamento europeo del 2011 nasce da un'indagine avviata dall'Ufficio europeo per la lotta antifrode della Commissione europea contro quattro eurodeputati: il rumeno Adrian Severin, l'austriaco Ernst Strasser, lo spagnolo Pablo Zalba Bidegain (che è stato prosciolto dall'accusa in quanto non ha accettato il pagamento) e lo sloveno Zoran Thaler, in seguito a un articolo del The Sunday Times che sosteneva che essi avessero tentato di influenzare la legislazione europea in cambio di soldi. I giornalisti in incognito avvicinarono 60 eurodeputati, fingendosi lobbysti e richiedendo certe modifiche legislative in cambio di denaro. E'considerato uno dei maggiori scandali nella storia del Parlamento UE.

## L'inchiesta
I giornalisti del Times, fingendosi lobbysti per 8 mesi, contattarono una sessantina di europarlamentari per introdurre emendamenti riguardo alla direttiva sui sistemi di garanzia del deposito, nata per proteggere i depositi dei consumatori dal collasso delle banche.
Solo in 4 accettarono l'incarico in cambio di  un compenso per la consultazione o un salario di 100.000 euro.

## Sviluppi successivi
Strasser si dimise nel marzo 2011 e fu condannato a 4 anni di carcere il 14 gennaio 2013.
L'Ufficio Europeo Antifrode chiuse il caso contro Thaler per mancanza di prove e accusò il Parlamento europeo di essersi rifiutato di fornire il sostegno necessario durante le indagini. Nonostante ciò, nel gennaio 2014 la magistratura slovena ha dichiarato Thaler colpevole e lo ha condannato a 2,5 anni di carcere.
Proclamandosi innocente, Adrian Severin ha rifiutato di dimettersi continuando il suo mandato da eurodeputato, anche se è stato espulso dall'Alleanza Progressista dei Socialisti e dei Democratici. Nel settembre 2013 viene indagato dall'Autorità nazionale anticorruzione rumena e nel febbraio 2016 viene condannato a 3,5 anni di carcere. Il 16 novembre 2016 viene emessa la sentenza definitiva e la pena aumentata a 4 anni. Nonostante ciò, ha ancora il sostegno del Partito Social Democratico rumeno.